# Слепая птица
«Слепая птица» — художественный фильм режиссёра Бориса Долина, снятый на киностудии Моснаучфильм. Премьера фильма состоялась 30 декабря 1963 года.

## Сюжет
На Пеликаньем озере группа орнитологов и работников заповедника кольцуют пойманных пеликанов. Вася Макеев помогает своему деду ловить убегающих птиц. Случайно ему попался слепой пеликан, и мальчик взял его с собой, понимая, что слепая птица не выживет в дикой природе.
Из газетной статьи Вася узнал, что в Москве профессор Арбатов делает уникальные операции и возвращает зрение безнадёжным больным. Мальчик упаковал своего пернатого друга в большую коробку и отправился в путь, надеясь уговорить прославленного доктора вылечить птицу.
Дорога в столицу оказалась трудной, но с помощью добрых и отзывчивых людей Вася добрался до клиники и добился встречи с профессором. Арбатов предупредил, что никогда не практиковал лечение животных, но если мальчик ему доверяет, то он готов рискнуть и сделать операцию.
Рентгеновский снимок показал, что у птицы недалеко от глаза застряла в тканях дробинка. После хирургического вмешательства все ждали, что зрение вернётся, но и через десять дней после операции пеликан оставался незрячим.
Вася вернулся домой. Всё пошло по-старому. Неожиданно осенью — когда никто уже ничего не ждал — к птице вернулось зрение и она смогла улететь на юг со своей стаей.

## В ролях
- Володя Агеев — Вася Макеев
- Олег Жаков — Иван Филиппович, Васин дедушка
- Вера Енютина — Дарья Петровна
- Алексей Грибов — начальник поезда
- Евгений Тетерин — профессор Арбатов
- Зоя Фёдорова — женщина с кошёлкой
- Валериан Виноградов — дружинник
- Елизавета Кузюрина — мать пойманного мальчишки
- Георгий Вицин — пассажир поезда
- Николай Горлов — виолончелист
- Нина Гребешкова — проводница
- Георгий Гумилевский — орнитолог
- Георгий Милляр — буфетчик
- Николай Новлянский — садовник
- Пётр Репнин — попутчик
- Александр Титов — дворник
- Валентина Владимирова — пассажирка поезда
- Клавдия Хабарова — регистратор
- Владик Лукьянов — Серёжа
- Оля Блок — Оля
- Вася Зверев — мальчик с рыбками
- Володя Андрюхин — вратарь
- Алевтина Румянцева — Настенька (нет в титрах)

## Съёмочная группа
- Авторы сценария: Борис Долин, А. Жадан
- Режиссёр-постановщик: Борис Долин
- Оператор-постановщик: Юрий Беренштейн
- Композитор: Елизавета Туманян
- Художник-постановщик: Леонид Чибисов
- Режиссёр: А. Алипова
- Оператор биологических и комбинированных съёмок: В. Пустовалов
- Звукооператор: В. Кутузов
- Симфонический оркестр Главного управления по производству фильмов
  - Дирижёр: Эмин Хачатурян
- Художник-гримёр: Ю. Титова
- Монтажёр: С. Павлова
- Работа с животными: О. Коорт
- Редактор: Н. Каспе
- Директор: А. Капул

## Награды
- 1972 — Государственная премия РСФСР имени братьев Васильевых (Борис Долин)